# Климат плиоцена

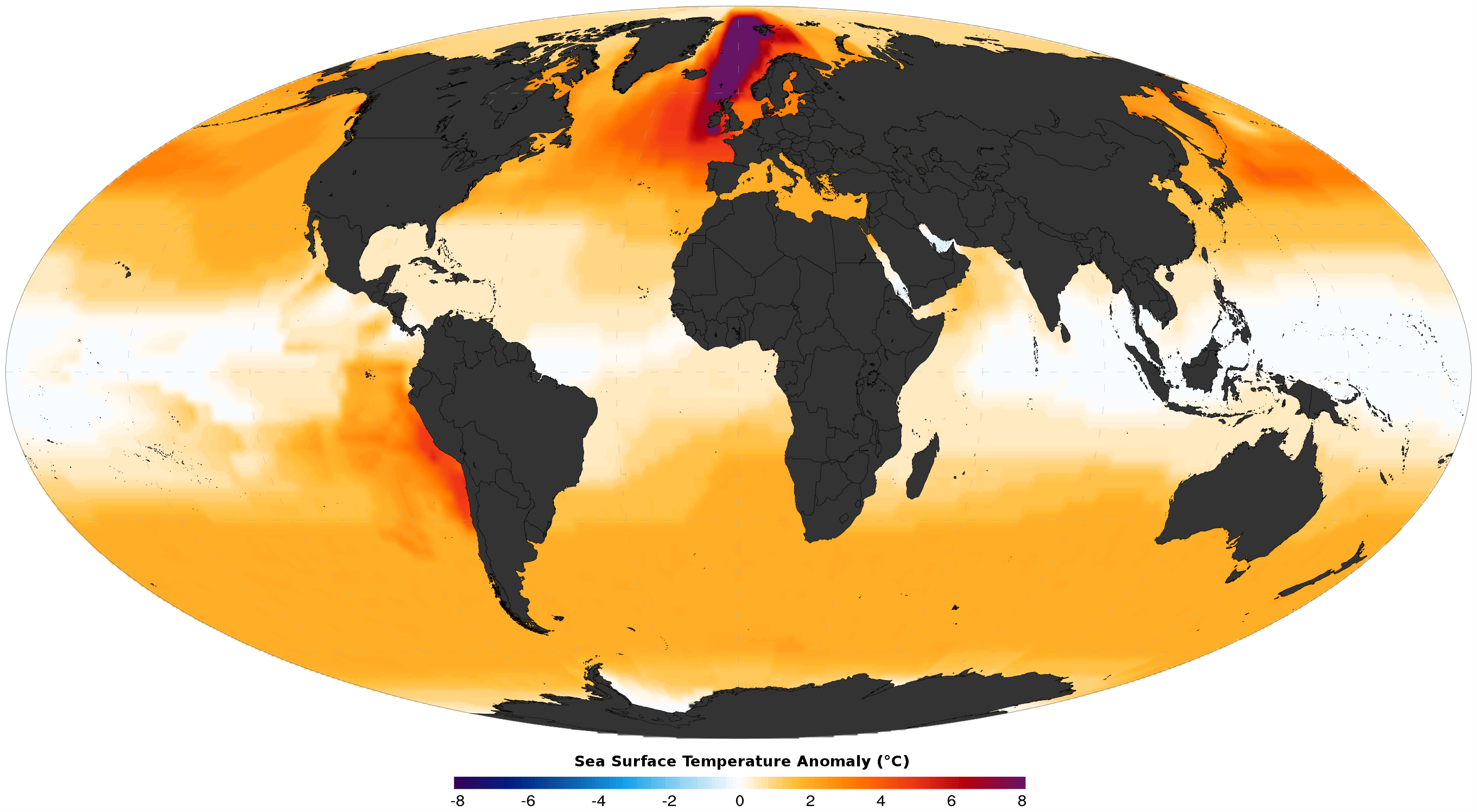
Средний плиоцен, реконструкция температурной аномалии

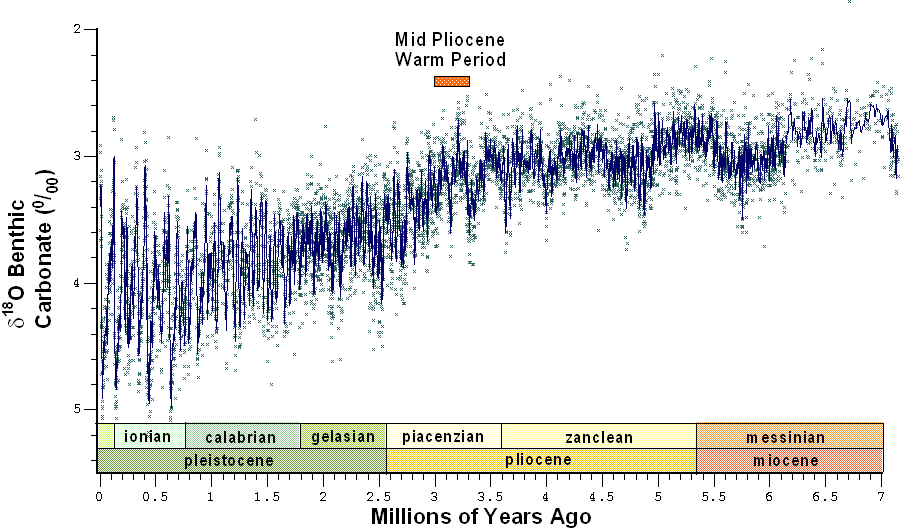
Колебания развития бентоса по фораминиферам.

Изменения температуры за последние 5 миллионов лет

В эпоху плиоцена (5,3 — 2,5 миллионов лет назад) климат был более холодным и сухим, также появилась выраженная сезонность, сходная с современным климатом. Средняя глобальная температура в середине плиоцена (между 3,3 — 3 млн лет назад) была на 1-3 °C выше, чем в настоящее время. Уровень моря на планете был в целом выше на 25 метров, что говорит о меньшем количестве ледников, которые, запасая в себе воду, вызывают понижение уровня мирового океана. Ледяной покров Арктического региона был нестабильным и небольшим по объёму вплоть до начала обширного оледенения Гренландии, которое стартовало в конце плиоцена, 3 млн лет назад. О формировании ледяной шапки в Арктике говорит соотношение изотопов кислорода, оно пережило резкий сдвиг. Глобальное похолодание в плиоцене спровоцировало сокращение площади лесов и распространение лугов и саванн.
В течение плиоцена на Земле сменился цикл климатических колебаний. До плиоцена существовал цикл в 41 000 лет, период наклона земной оси. В плиоцене установился цикл в 100 000 лет, это период орбитального цикла планеты — эксцентриситета. Он совпадает с циклами ледниковых периодов и тёплых межледниковий. Разница в температурах поверхности воды в разных частях Тихого океана была значительно ниже, чем сегодня. Тихий океан и на Востоке и на Западе был теплее чем сегодня, это состояние описано как постоянное состояние Эль-Ниньо и объясняется высокой активностью тропических циклонов.

## До похолодания
От 3,6 до 2,2 млн лет назад Арктика была намного теплее чем сегодня, с летними температурами на 8 °C выше, чем в современный период. Выяснены данные факты по озёрно-осадочному керну, добытому посредством бурения в Восточной Сибири.

## Похолодание
Причиной столь резкого похолодания могло быть перекрытие Панамского естественного канала 13-2,5 млн лет назад. Это увеличило контраст солёности воды между Тихим и Атлантическим океанами и изменило перенос тепла в Ледовитый океан. Увеличение числа тёплой воды, оставшейся в Атлантическом океане, спровоцировало снегопады в Гренландии и нарастание ледяного покрова. Но данная теория не объясняет, почему Гренландия замёрзла целиком. По моделированию течений видно, что прибрежные части Гренландии должны были быть тёплыми, без снегов.
Скалистые горы и западное побережье Гренландии - это относительно молодые горные цепи, и подниматься активно они начали именно в тот период. Это могло вызвать смещение тёплых воздушных течений и выпадение в предгорьях большего количества осадков в виде снега.
Свою роль сыграло снижение уровня углекислого газа в атмосфере. В среднем плиоцене его концентрация оценивается в 400 ppmv в органическом морском веществе и в окаменелых листьях. Снижение уровня углекислоты в значительной мере способствовало глобальному похолоданию и началу ледникового периода в Северном полушарии.

### Углекислый газ
Подробнее — Углекислый газ в атмосфере Земли
Концентрация углекислого газа в среднем плиоцене оценивается примерно в 400 ppmv от соотношения 13 C/ 12 C в органическом морском веществе и устьичной плотности окаменелых листьев, снижение уровня углекислого газа в позднем плиоцене, возможно, в значительной степени способствовало глобальному охлаждению и началу оледенения Северного полушария. Для планеты такое низкое содержание углекислоты не является нормой, обычно углекислоты было больше 600 единиц.
Для изучения концентрации углекислого газа в прошлом также используются различные косвенные (англ.)русск. методы датирования. Они включают определение соотношения изотопов бора и углерода в некоторых типах морских осадочных пород и количество устьиц в ископаемой листве растений. Несмотря на то, что эти измерения менее точны, чем данные по ледяным кернам, они позволяют определить очень высокие концентрации CO2 в прошлом, которые 150—200 млн лет назад составляли 3 000 ppm (0,3 %) и 400—600 млн лет назад — 6 000 ppm (0,6 %).
Снижение уровня атмосферного углекислого газа CO2 прекратилось в начале пермского периода, но продолжилось, начиная примерно с 60 млн лет назад. На рубеже эоцена и олигоцена (34 миллиона лет назад — начало формирования современного ледяного щита Антарктиды) количество CO2 составляло 760 ppm. По геохимическим данным было установлено, что уровень углекислого газа в атмосфере достиг доиндустриального уровня 20 млн лет назад и составлял 300 ppm.

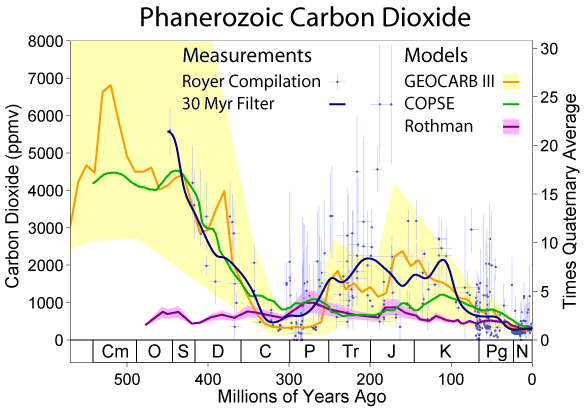
Изменения концентрации атмосферного углекислого газа в течение фанерозоя (последние 541 млн лет, современность справа). В течение бо́льшей части последних 550 млн лет уровень CO2 значительно превосходил современный.

## Средний плиоцен и будущий климат
Тёплый период в плиоцене считается потенциальным аналогом будущего климата для человечества. В плиоцене количество солнечного света, глобальная географическая конфигурация и содержание углекислого газа в атмосфере были такие же как сегодня. Так же многие виды животных и растений сохранились до современного периода и облегчают палеоклиматологам задачу по составлению прогнозов. По их выкладкам следует что в будущем в средних и высоких широтах Земли температура повысится на 10-20 °C от современной. Но в тропиках температура почти не вырастет или незначительно поднимется, поскольку излишки тепла из экваториальной и тропической зоны буду сбрасываться в верхние широты. Тайга и тундра станут занимать нынешние почти безжизненные полярные регионы, а зоны саванн и умеренного леса расширят свои ареалы.

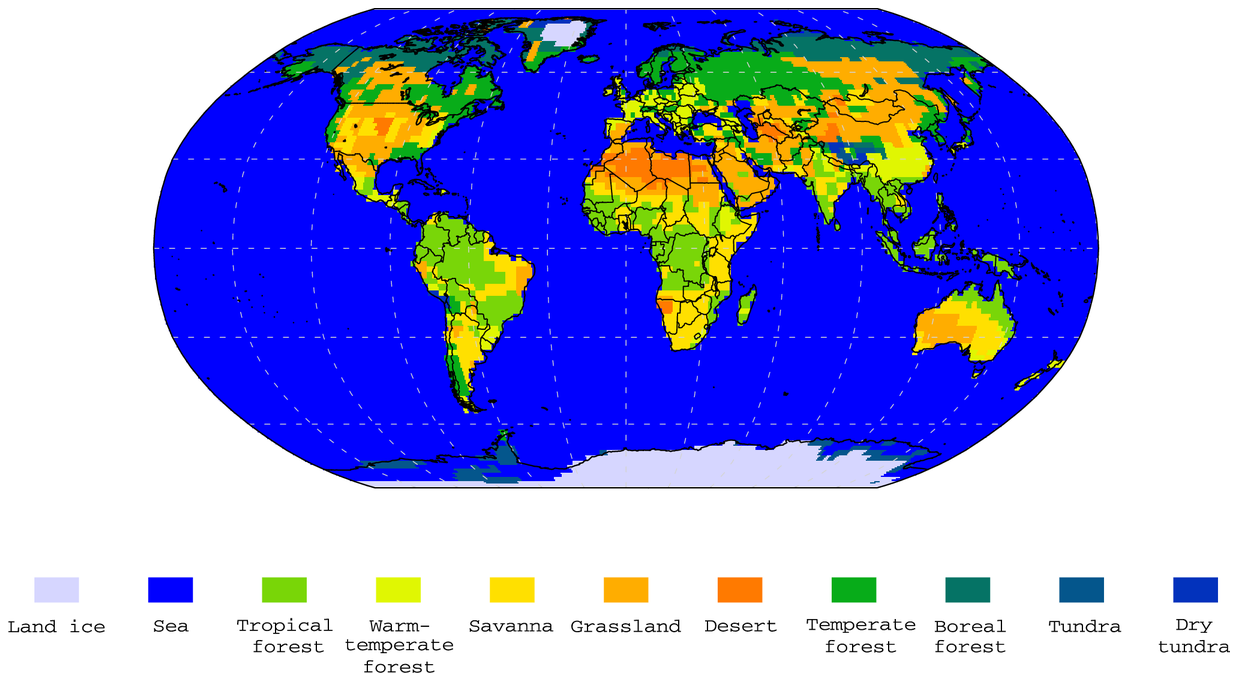
Природные зоны в плиоцене. По карте заметно что на территории России, Канады, Скандинавии не было тундровых зон, арктической пустыни. Бореальные леса, такие как тайга были значительно севернее в России и покрывали территорию нынешней тундры и арктической пустыни, включая такие острова как Новая Земля, Новосибирские острова. Сегодня Канада это почти треть тундры и арктической пустыни, но в плиоцене даже самые полярные её регионы покрывали бореальные леса.

### Современные природные зоны Земли

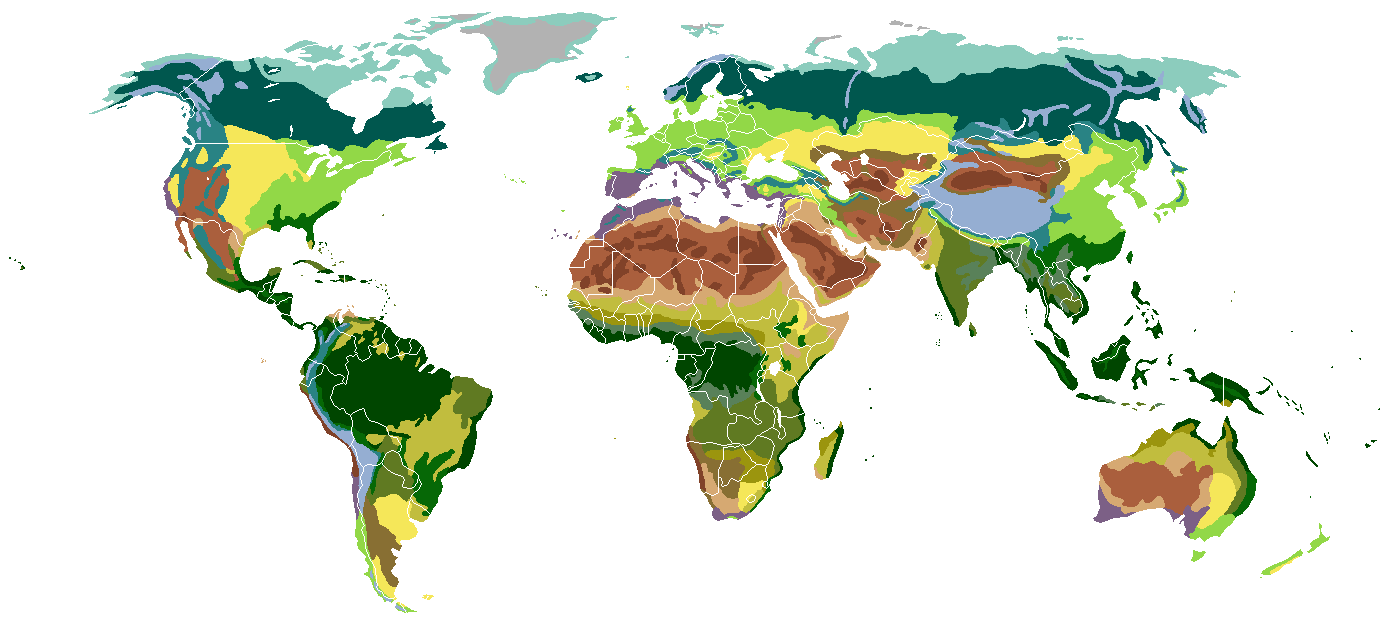

| Условные обозначения                                           | Условные обозначения | Условные обозначения                                                   | Условные обозначения                                                                  | Условные обозначения         |
| -------------------------------------------------------------- | --- | ---------------------------------------------------------------------- | ------------------------------------------------------------------------------------- | ---------------------------- |
| Арктическая пустыня Тундра Тайга Смешанный лес, лиственный лес | Лесостепь, степь Муссонный и вечнозелёный субтропический лес Жестколистный летнесухой субтропический лес Муссонный тропический лес | Засушливая пустыня Полупустыня Засушливая степь Полузасушливая пустыня | Травянистая саванна Древесная саванна Сухие тропические леса Влажные тропические леса | Альпийская тундра Горный лес |